# Хукстра, Ханна
Ханна Хукстра (нидерл. Hannah Hoekstra) — нидерландская актриса, наиболее известная по главным ролям в фильмах «Хемел» (за которую она получила приз «Золотой телёнок» — высшую кинонаграду Нидерландов) и «Андроид» — первом фильме, демонстрировавшемся сразу на двух экранах — кинотеатра и смартфона. С 2013 года — актриса Национального театра в Гааге.

## Карьера
В 2010 году окончила Амстердамскую театральную академию, где обучалась с 2006 года. Во время обучения участвовала в спектакле «Подземные» известного нидерландского режиссёра Йохана Симонса.
В следующем году молодая актриса дебютировала на ТВ, сыграв небольшую роль в сериале «Мастрихтские копы». Настоящая же популярность пришла к Ханне в 2012, когда режиссёр Саша Полак доверил ей главную роль в своей драме «Хемел», где Хукстра играет чувственную красотку с признаками нимфомании. Картина была показана на престижнейшем кинофоруме в Берлине и получила там спецприз ФИПРЕССИ; также за эту роль актриса получила премию Золотой телёнок на Фестивале нидерландского кино и была номинирована на премию Рембрандта.
Также Ханна приняла участие в разработке игры Horizon Zero Dawn, в качестве модели главной героини по имени Элой.

## Фильмография
| Год  |     | Русское название      | Оригинальное название | Роль        |
| ---- | --- | --------------------- | --------------------- | ----------- |
| 2011 | с   | Мастрихские копы      | Flikken Maastricht    | Моника Болт |
| 2012 | ф   | Убийство              | Doodslag              | Юдит        |
| 2012 | ф   | Классный Кес          | Mees Kees             | Мари-Луиза  |
| 2012 | ф   | Хемел                 | Hemel                 | Хемел       |
| 2012 | кор | Детское воскресенье   | Sunday Baby           | Мерседес 18 |
| 2013 | ф   | Андроид               | App                   | Анна        |
| 2013 | ф   | Классный Кес в лагере | Mees Kees op kamp     | Мари-Луиза  |
| 2014 | ф   | Канал                 | The Canal             | Элис        |
| 2023 | ф   | Кокаиновый Медведь    | Cocaine Bear          | Эльза       |